# Stazione di Lione-Vaise
La stazione di Lione-Vaise (in francese Gare de Vaise) è una stazione ferroviaria della città francese di Lione. È situata nel distretto di Vaise, nel IX arrondissement di Lione.

## Storia
La stazione fu costruita dalla Compagnie du chemin de fer de Paris à Lyon e attivata il 10 luglio 1854. Fino al 1856, quando fu aperto il tunnel di Sainte-Irenée, Vaise era il capolinea dei treni provenienti da Parigi. Il fabbricato viaggiatori, progettato dall'architetto François-Alexis Cendrier fu completato nel 1857.
In conseguenza dei gravi danni riportati dai bombardamenti alleati del 26 maggio 1944 il fabbricato viaggiatori fu abbattuto. Il nuovo edificio sarà completato solo nel 1956.

## Interscambio
La stazione di Vaise è servita dalla fermata Gare de Vaise della linea D della metropolitana di Lione.